# Deutsch-Französische Gesellschaft für Wissenschaft und Technologie
Die Deutsch-Französische Gesellschaft für Wissenschaft und Technologie (DFGWT) war ein eingetragener Verein, der die Annäherung und Zusammenarbeit zwischen der deutschen und französischen Industrie und Wissenschaft förderte. Gegründet wurde die Gesellschaft 1981, die französische Schwesterorganisation war die AFAST (Association Franco-Allemande pour la Science et la Technologie). Im Juni 2014 stellten die beiden Vereine ihre Arbeit ein – die sich gesetzten Ziele seien erreicht worden.

## Geschichte
Die DFGWT wurde durch die Erste Gemeinsame Kulturerklärung der Staats- und Regierungschefs vom 6. Februar 1981 etabliert. Dort hieß es: „Die kürzlich durch eine private Initiative gegründete Deutsch-Französische Gesellschaft für Wissenschaft und Technologie ist ein wichtiger Beitrag zur Annäherung zwischen Industrie und Wissenschaft“.
Die Gesellschaft – genauso wie ihr französisches Gegenüber – finanzierte sich vor allem durch Mitgliedsbeiträge und -spenden sowie aus Zuschüssen der jeweiligen Forschungsministerien. Um Technologietransfer und Partnerschaften zu erleichtern wurden Kolloquien, Seminare und Vorträge organisiert sowie Netzwerke geformt und die Förderung von Arbeiten an Hochschulen in den jeweiligen Bereichen unterstützt. So wurde 1989 etwa erfolgreich ein binationales Netzwerk aufgebaut, um zwischen kleinen und mittleren Unternehmen und deutschen bzw. französischen Forschungseinrichtungen Kooperationen aufzubauen und zu fördern.
Der erste Vorsitzende der DFGWT war der Physiker Heinz Maier-Leibnitz.